# 休斯頓號重巡洋艦
休斯頓號重巡洋艦（英語：USS Houston，舷號 CL/CA-30)，是美國海軍的重巡洋艦，北安普頓級重巡洋艦的5號艦。休斯頓號是美國海軍第二艘以德克薩斯州的休斯頓市命名的軍艦。從1931年2月24日起，擔任美國亞洲艦隊的旗艦。
北安普頓級重巡洋艦是美國海軍建造的第二級重巡洋艦，共計六艘，其設計為之後的美國重巡奠定了基礎。由於華盛頓海軍條約並未區分現在所說的輕巡和重巡，北安普頓級的裝甲也並非十分厚實，她們一家都是以“輕巡”的稱呼建造的，也就是CL-30舷號的由來。隨著倫敦海軍條約的誕生，北安普頓級的艦種編號才變成了CA，休斯頓號的編號同時變更為CA-30
。

## 二戰前
1931年2月24日，美國亞洲艦隊總司令查爾斯·B·麥維三世上將將旗艦從賓夕法尼亞號移到休斯頓號。3月22日，本艦從馬尼拉啟航，3月25日至26日訪問了香港，然後訪問了廣州。3月30日，本艦從香港啟航，3月31日至4月3日訪問廈門，4月3日離開廈門，4月7日抵達南京。1931年4月13日，美國駐華大使納爾遜·T·詹森搭乘本艦離開南京，於15日抵達上海。6月8日，本艦離開上海，次日抵達青島。8月21日，本艦啟程回到上海，次日抵達。在此期間，本艦被重新歸類為重型巡洋艦CA-30。
9月1日，蒙哥馬利·M·泰勒上將接替查爾斯·B·麥維三世上將為美國亞洲艦隊的總司令，仍以本艦為旗艦。四天后，亞洲艦隊在華北海域集結，本艦前往青島，在9月6日至14日停泊青島，泰勒上將乘本艦於9月15日訪問秦皇島，然後前往北平與詹森大使會晤（9月16日至18日），之後回到本艦，啟程前往漢口。
本艦的行程反映了泰勒上將希望盡可能訪問中國各地，熟悉當地的政治和軍事局勢。因此，本艦訪問了漢口（9月23日至28日）、南京（9月29日至10月5日）、上海（10月6日至11月16日）和廈門（11月18日至19日）。他將旗艦改到伊莎貝爾號（PY-10）上，訪問了汕頭市（11月20日至23日）和香港（11月24日至30日），然後於12月1日將旗艦改回在馬尼拉的本艦，於12月16日在奧隆阿波將旗艦改到伊莎貝爾號上。1932年1月21日，他將旗艦改回本艦，於22日返回馬尼拉。
1932年1月28日淞滬戰爭爆發，上海市政府宣布進入緊急狀態，美國海軍陸戰隊第四團根據預定防禦計劃，防守其在上海租界的防區。2月1日，本艦離開馬尼拉，於3日抵達上海。2月4日，本艦上的陸戰隊登陸，接替博利號驅逐艦上的部隊防守上海電力公司的濱江電廠。2月8日到4月29日期間，本艦上的陸戰隊都臨時由陸戰隊第四團指揮，在岸上執勤。
上海局勢緩和後，本艦於1932年6月7日離開上海，於6月8日起在青島停留了兩個月。8月8日，本艦從青島前往煙台，次日抵達，泰勒上將旗艦改成伊莎貝爾號，前往新河，然後乘火車前往北平。泰勒於9月1 日在大沽口將旗艦改成本艦，9月2日抵達煙台，然後返回青島（9月3日至23日）。泰勒於10月1日在漢口離開本艦飛往重慶，10月6日在漢口回到本艦。

## 第二次世界大戰
編入美英荷澳艦隊(英語：ABDA FLOAT)

隨著太平洋戰區戰事的升級，美英荷澳司令部的海軍上將托馬斯·C·哈特開始調派他的艦隊。在珍珠港事件當天的晚上，休斯頓号從班乃島出發，帶領來著自澳大利亞達爾文港的艦隊，於西元1941年12月28號通過峇里巴板和泗水，並在執行完巡邏任務後，正式編入美英荷澳艦隊。(更詳細可以參考英文版維基網頁)

望加錫海峽之戰

主要內容:望加錫海峽之戰

由於該地區經常發生空襲，荷蘭皇家海軍的少將杜爾曼在1941年2月3日，指揮以德·魯伊特為旗艦的ABDA艦隊出發，計劃對試圖登陸峇里巴板的日軍船隊進行打擊，但被日軍偵察機發現，艦隊於次日在望加錫海峽遭受日軍24架九六式陸上攻擊機和36架一式陸上攻擊機的空襲。休斯頓号在此次戰鬥擊落4架敵機(根據日軍的描述，日方只損失一架攻擊機，且是由輕巡馬波海德擊落)，休斯頓号的三號砲塔中彈並造成50餘人受傷，杜爾曼被迫於次日撤往芝拉扎。

英文文獻稱此次海戰為"望加錫海峽之戰"(英語：Battle of Makassar Strait))，而日方文獻將其記載為"爪哇海戰"(日文:ジャワ沖海戦)，跟英文文獻的差異在於，應文文獻的"爪哇海戰"(Battle of the Java Sea)是指下面的"泗水海戰"。

帝汶護航

主要內容:帝汶戰役

爪哇海海戰

巽他海峽海戰

## 備註
1. ↑  初代休斯頓號是一艘德國建造的貨船，於一戰期間在南卡羅來納州查爾斯頓被德國船員鑿沉後由美軍打撈並命名。她在1922年被除籍並轉手民間，二戰爆發後被徵用，最終於1956年才被拆解